# Pankararu
I Pankararu (o anche Pankarará) sono un gruppo etnico del Brasile che ha una popolazione stimata in circa 4.500 individui. Parlano la lingua portoghese e sono principalmente di fede cristiana.
Vivono negli stati brasiliani di Pernambuco e Alagoas. La lingua Pankararu è considerata estinta. Denominazioni alternative: Pankarará, Pankarú, Pancaru, Pancaré, Pankaravu, Pankaroru.